# Алагарский наслег
Алагарский наслег (якут. Алаҕар нэһилиэгэ) — сельское поселение Чурапчинского улуса Якутии. 
Административный центр и единственный населённый пункт — село Чыаппара.

## География
Географически находится в таёжной зоне. Центр наслега, село Чыаппара, расположен в 89 км к северо-западу от села Чурапча (центра Чурапчинского улуса).

## История
Муниципальное образование установлено законом Республики Саха от 30 ноября 2004 года 173-З № 353-III..

## Население
| 2002 | 2010 | 2011 | 2012 | 2013 | 2014 | 2015 |
| ---- | ---- | ---- | ---- | ---- | ---- | ---- |
| 770  | ↘728 | →728 | ↘724 | ↘716 | ↘698 | ↗707 |
| 2016 | 2017 | 2018 | 2019 | 2020 | 2021 |      |
| ↘682 | ↘653 | ↘648 | ↘632 | ↗633 | ↘622 |      |

## Состав сельского поселения
| № | Населённый пункт | Тип населённого пункта       | Население |
| - | ---------------- | ---------------------------- | --------- |
| 1 | Чыаппара         | село, административный центр | ↘622      |

## Известные люди
- Протодьяконов, Гавриил Дмитриевич(1910―1974) ― участник Великой Отечественной войны, артиллерист, старший сержант. Был представлен к званию Героя России[16].